# کریتی کولهاری
کریتی کولهاری (به انگلیسی: Kirti Kulhari) بازیگر هندی است.
از کارهای معروف او می‌توان به بازی در فیلم باج‌گیری، اوری، صورتی و عملیات مریخ اشاره کرد.